# Joseph Boulogne Chevalier de Saint-George
Joseph Boulogne Chevalier de Saint-George (Baillif, 25 dicembre 1739 o 1745 – Parigi, 12 giugno 1799) è stato un compositore e violinista francese.
Fu un'importante figura della musica parigina nella seconda metà del XVIII secolo. Soprannominato il "Mozart nero" (anche se era di carnagione mulatta), fu tra i primi compositori di ascendenza africana a operare nell'ambito della musica classica europea.

## Biografia
La sua esatta origine è molto dibattuta. Si è concluso che nacque nel 1739, in contrapposizione a una prima ipotesi che datava la nascita al 1745 (a sostegno di quest'ultima c'è un documento del 1749 in cui è citato un suo viaggio verso la Francia, all'età di quattro anni). Incerta è anche la paternità: il biografo e giornalista Alain Guédé avrebbe concluso che suo padre fu Guillaume-Pierre Tavernier de Boullogne, il quale nel 1738 avrebbe concepito, con una schiava africana (originaria del Senegal) di una piantagione di Guadalupa, un figlio illegittimo che prese il cognome "de Saint-George" dal padrino George Boulogne de Saint-Georges.
Massone, fu membro della loggia parigina "Les Neuf Sœurs" del Grande Oriente di Francia.
Diventò in Francia uno dei migliori fiorettisti, allievo di Nicolas Texier de la Boëssière (1723-1807), maestro d'arme e fine letterato.
In campo musicale, soprannominato "il Mozart nero", fu un virtuoso del violino e compositore, suonando anche a corte con la regina Maria Antonietta, discreta clavicembalista, che ebbe come maestro Christoph Willibald Gluck. Nel 1771 fu nominato maestro del Concert des Amateurs e più tardi direttore della Reale Opera di Luigi XVI. Fu inoltre il primo massone in Francia. Nel 1770, il futuro secondo presidente degli Stati Uniti, John Adams, in viaggio in Francia, lo incontrò e ne rimase molto colpito. Nel 1785 si concentrò ulteriormente nella sua carriera militare lottando contro la monarchia nella Rivoluzione francese, fedelissimo di Filippo Egalité. Alcuni anni più tardi fu espulso dall'esercito e morì in solitudine e in povertà a Parigi il 10 giugno 1799, a 53 anni, ed è sepolto nella chiesa di St. Marguerite.

## Stile
Musicalmente, Joseph Boulogne Chevalier de Saint-George è inserito tra i compositori del primo classicismo. Le maniere barocche vengono da lui tralasciate. Egli si orienta verso lo stile proprio dei suoi più famosi contemporanei Wolfgang Amadeus Mozart e Franz Joseph Haydn, trascurando anche l'influsso della Scuola di Mannheim. Fu allievo di Jean-Marie Leclair e di François-Joseph Gossec, dal quale fu influenzato soprattutto nello stile compositivo della sua musica strumentale.

### Opere
- Ernestine, opera in tre atti del 1777.
- La Partie de chasse, opera in tre atti del 1778.
- L'Amant anonyme, comédie mélée d'ariettes et de balletes, opera in due atti del 1780 conservata nella Biblioteca nazionale di Francia.
- La Fille garçon, opéra comique mélée d'ariettes, opera in due atti del 1787, andata perduta.
- Aline y Dupré, ou le marchand de marrons, opera infantile del 1788, andata perduta.
- Guillaume tout coeur ou Les Amis du village, opera comica in un atto del 1790, andata perduta.

## Cultura di massa
- Il regista Stephen Williams realizza nel 2022 il film biografico, Chevalier, in cui il protagonista è interpretato dall'attore Kelvin Harrison Jr..